# Mesnil-Verclives
Mesnil-Verclives is een gemeente in het Franse departement Eure (regio Normandië) en telt 218 inwoners (1999). De plaats maakt deel uit van het arrondissement Les Andelys.

## Geografie
De oppervlakte van Mesnil-Verclives bedraagt 10,2 km², de bevolkingsdichtheid is 21,4 inwoners per km².
De onderstaande kaart toont de ligging van Mesnil-Verclives met de belangrijkste infrastructuur en aangrenzende gemeenten.

## Demografie
Onderstaande figuur toont het verloop van het inwonertal (bron: INSEE-tellingen).